# Kalākua Kaheiheimālie
Kalakua Kaheiheimalie, kasnije znana kao Hoapili Wahine (o. 1778. – 1842.) bila je kraljica Havaja kao supruga prvog kralja cijelog otočja, Kamehamehe I. Imala je još muževa.

## Životopis
Rođena je oko 1778. Njezini roditelji su bili Keeaumoku Pāpaiahiahi i Namahanai Kaleleokalani. Bila je sestra kraljice Kaʻahumanu, kraljice Lidije Namahane Piije, Kuakinija i Keeaumokua II. Njezin je otac bio kraljev savjetnik.
Kaheiheimalie se prvo udala za princa Kalaimamahua. Njihova je kći bila Kaahumanu III. Razvela se od njega oko 1795. te se udala za njegovog brata Kamehamehu. 
Njezina djeca s Kamehamehom:
- Liholiho-i-Kaivi-o-Kamehameha
- Kamehameha Kapauaiva
- Kamāmalu
- Kīnaʻu

Treći se put udala za Hoapilija. Preobratila se na kršćanstvo, uzevši ime Mirjam.

## Vanjske poveznice
|  | Zajednički poslužitelj ima još gradiva o temi Kalakua Kaheiheimalie |